# Chalcanthus renifolius
Chalcanthus renifolius är en korsblommig växtart som först beskrevs av Pierre Edmond Boissier och Rudolph Friedrich Hohenacker, och fick sitt nu gällande namn av Pierre Edmond Boissier. Chalcanthus renifolius ingår i släktet Chalcanthus och familjen korsblommiga växter. Inga underarter finns listade i Catalogue of Life.